# Cinemeccanica

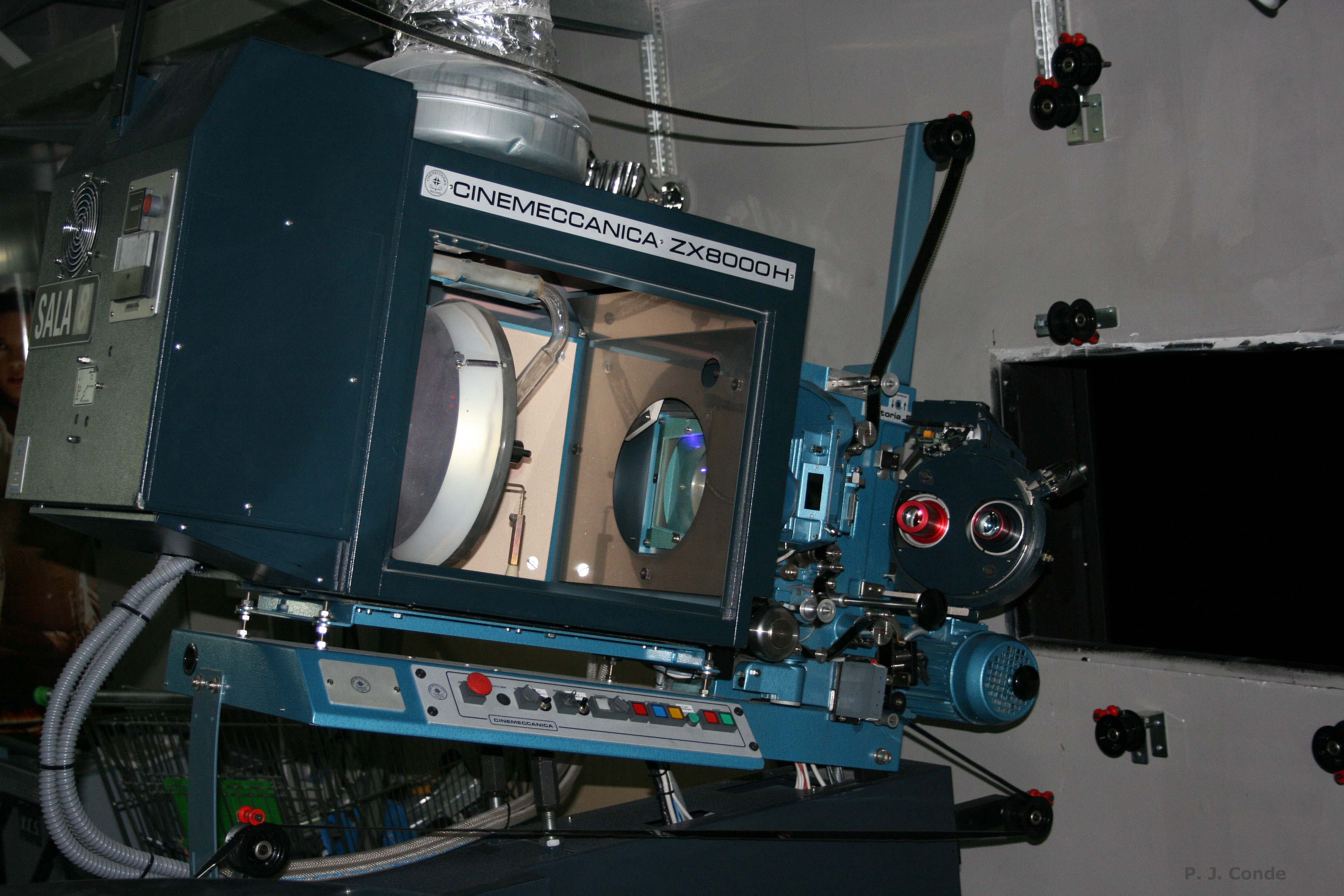
Victoria 5 projector

Cinemeccanica — компанія, яка спеціалізується на виробництві кінопроєкторів. Утворилася 1920 року в Мілані, Італія. На даний час вони виробляють дві моделі кінопроєкторів: «Victoria 5» (введено 1975 року) і «Victoria 8» (введено 1961 року), а також новий цифровий проєктор CMC3 D2.
«Victoria 8» свого часу розроблялися в двох варіантах: для 35-мм плівки і з подвійним каналом для 35/70 мм плівок. Ці моделі стали менш популярні в останні роки, на даний час невелика і дешевша «Victoria 5» є найбільш продаваною моделлю від Cinemeccanica.
Компанія також виробляє плеттер системи CNR-35N, системи перемотування фільму та системи зчитування звуку Dolby Digital і SR.